# (549) Jessonda
(549) Jessonda est un astéroïde de la ceinture principale.

## Description
(549) Jessonda est un astéroïde de la ceinture principale découvert par Max Wolf le 5 novembre 1904 à Heidelberg. 
Il a été ainsi baptisé en référence au personnage titre de l'opéra Jessonda de Louis Spohr (1784-1859), compositeur allemand.